# Pieter Bogaers (politicus)
Petrus Clemens Wilhelmus Maria (Pieter) Bogaers (Cuijk, 2 juli 1924 – Amersfoort, 5 juli 2008) was een Nederlands econoom, afkomstig uit de Katholieke Arbeidersbeweging. Hij was voor de Katholieke Volkspartij lid van de Tweede Kamer en minister en later mede-oprichter van de Politieke Partij Radikalen (PPR). 
In de Tweede Wereldoorlog heeft Pieter Bogaers als jong rooms-katholiek student economie (aangekomen in Tilburg 1941, Economische Hogeschool) voor en tijdens zijn onderduikperiode vanaf 1943 zijn ideeën ontwikkeld over de wederopbouw voor de tijd nadat het naziregiem zou zijn verslagen en de Tweede Wereldoorlog zou zijn afgelopen. Na de bevrijding van Zuid-Nederland in 1944 werd hij vanwege zijn bijdragen aan het verzet en later als eerste preses na de bevrijding van de interim-senaat van het Tilburgs studentencorps Sint Olof, op advies van professor Cobbenhagen door het Militair Gezag gevraagd voor het Rode Kruis Hulpcorps om het bevrijde zuiden weer op te bouwen. Hij was actief voor de vakbeweging en was betrokken bij de vorming van de EGKS en EEG.
Bogaers was vanaf 31 augustus 1950 tot aan zijn echtscheiding in 1980 gehuwd met Femmigje Visscher (1917-1989). Zij kregen meerdere kinderen, onder wie de beeldhouwer Hedi Bogaers.
Pieter Bogaers was voor de KVP lid van de Tweede Kamer in 1959-1963. Hij was minister van Volkshuisvesting in het kabinet Marijnen van 24 juli 1963 tot 14 april 1965 (KVP, VVD, ARP en CHU), en minister van Volkshuisvesting en Ruimtelijke Ordening in het kabinet-Cals  van 14 april 1965 tot 22 november 1966 (KVP, PvdA en ARP). Hij bracht als minister de Tweede Nota Ruimtelijke Ordening uit, waarin het beleid van gebundelde concentratie (groeikernen) centraal stond. Bogaers voerde de woningproductie op tot meer dan 100.000 woningen per jaar. Hij heeft als minister verder besluiten genomen voor de inpoldering van Zuidelijk Flevoland (waarin o.a. Almere is gebouwd), voor de bouw van de Bijlmer in Amsterdam, voor de omvangrijke uitbreiding van Zoetermeer en voor tal van andere groeikernen. 
In april 1968 trad hij uit de KVP, omdat hij de koers van deze partij onvoldoende progressief achtte. Hij was een van de initiatiefnemers tot de oprichting van de PPR, waarvan hij de eerste voorzitter werd. Hij stond een vast samenwerkingsverband voor van de PPR met de Partij van de Arbeid en Democraten 66. Na enige tijd moest hij om gezondheidsredenen het voorzitterschap neerleggen. Toen de PPR later een koers ging volgen die door velen gezien werd als linkser dan die van de PvdA, voelde hij zich in die partij niet meer thuis en zegde hij zijn lidmaatschap op. Toen in 1973 het kabinet-Den Uyl tot stand gekomen was, waarin de KVP met de PvdA samenwerkte, keerde hij terug bij de KVP.

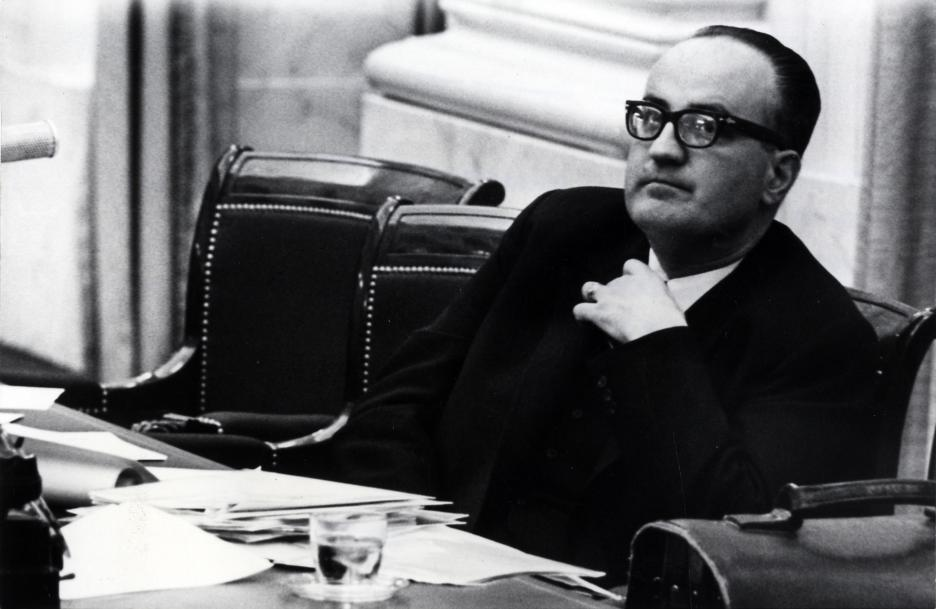
Minister P.C.W.M. Bogaers tijdens de behandeling van de huurwet in de Tweede Kamer (26 oktober 1965)

Pieter Bogaers is in juli 2008 op 84-jarige leeftijd in zijn woonplaats Amersfoort overleden.
- Biografisch Portaal: 46578160
- Gemeinsame Normdatei: 129916900
- International Standard Name Identifier: 0000 0000 2802 4881
- Nederlandse Thesaurus van Auteursnamen: 073079294
- Parlement.com: vg09lkydvhzc
- Virtual International Authority File: 6024844
- WorldCat: E39PBJxRGrGQtckXYRvbbR7GpP